# Soyombiin Barsuud Football Club
Soyombiin Barsuud Football Club é um clube de futebol da Mongólia, fundado no ano de 2009. Disputou a primeira divisão do Campeonato Mongol pela primeira vez em 2015, terminando na última posição entre 9 clubes participantes.